# أكسيتان
أكسيتان هو مركب عضوي حلقي غير متجانس مشبع له الصيغة الكيميائية C3H6O.
يتألف المركب بنيوياً من حلقة رباعية حاوية على ذرة أكسجين واحدة؛ ويطلق على مشتقاته اسم الأكسيتانات.

## التحضير
يحضر المركب نمطياً من معالجة أسيتات 3-كلورو البروبيل بمركب هيدروكسيد البوتاسيوم عند درجات حرارة تتراوح بين 150 - 200 °س.
ولكن مردود التفاعل منخفض نسبياً؛ حوالي 40%. وبمردود منخفض أيضاً يتم التحضير عن طريق تفاعل 3-كلورو بروبان-1-ول مع هيدروكسيد البوتاسيوم حيث يحدث تحلّق للمركب بوجود قاعدة قوية:
كما يمكن تحضير مشتقات الأكسيتان عن طريق تفاعل باترنو-بيوشي Paternò–Büchi reaction؛ بالإضافة إلى طريقة أخرى تتمثل في نزع كربوكسيل من إستر الكربونات الحلقية سداسية الأضلاع.

## الخواص
يوجد المركب في الشروط القياسية على شكل سائل عديم اللون، قابل للامتزاج مع الماء بنسبة جيدة.

## أمثلة
من أمثلة المركبات الحاوية على وحدة أكسيتان عقار باكليتاكسيل (تاكسول)؛ الذي له دور في علاج مرض السرطان.

## اقرأ أيضاً
- أكسيران
- أكسيرين
- أكسيتين
- 2،1-ديوكسيتان
- ثييتان